# باتريك سيباستيان
باتريك سيباستيان (بالفرنسية: Patrick Sébastien)‏ هو منتج تلفزيوني ومخرج وممثل فرنسي، ولد في 14 نوفمبر 1953 في فرنسا.

## وصلات خارجية
- باتريك سيباستيان على موقع IMDb (الإنجليزية)
- باتريك سيباستيان على موقع ألو سيني (الفرنسية)
- باتريك سيباستيان على موقع ميوزك برينز (الإنجليزية)
- باتريك سيباستيان على موقع أول موفي (الإنجليزية)
- باتريك سيباستيان على موقع ديسكوغز (الإنجليزية)
- باتريك سيباستيان على موقع قاعدة بيانات الفيلم (الإنجليزية)
- باتريك سيباستيان على موقع ليتربوكسد (الإنجليزية)
- باتريك سيباستيان على موقع كينوبويسك (الروسية)